# Krasznabéltek

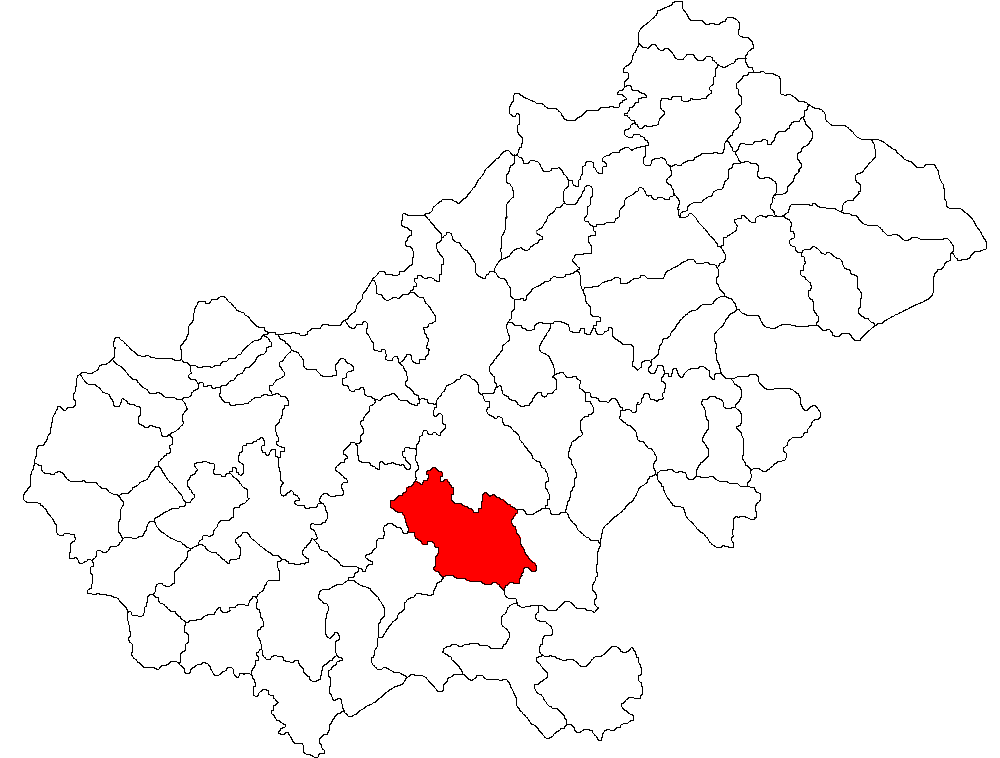

Krasznabéltek (románul Beltiug, németül Bildegg) falu és községközpont Romániában, Szatmár megyében.

## Fekvése
Szatmár megye déli részén, Erdődtől délre, a Kraszna folyó mellett fekvő település.

## Története
A település és környéke már az őskor óta lakott helynek számít, amit az itt talált leletek is bizonyítanak.
1086-ban a hagyomány szerint Szent László király táborozott e helyen, mikor a besenyők ellen harcolt.
1216-ban a Váradi regestrum említi  Béltek helységbe való Pált, aki perbe fogta Batári helység flandriai lakosait, minthogy testvérét megölték.
1301-ben Bölcsi Czudar Domokos kap rá királyi adományt. 1342-ben fiai a Kállayak itteni leánynegyedét is megkapják. 1412-ben az Ónody Czudarok elkobzott birtokait Drágh fiai Sándri és György kapták, kik ettől kezdve Bélteki Drágfiaknak nevezték magukat. 1431-ben a Kállayak és a Czudarok perlekednek a Drágfiakkal, de az uradalom 1444-ben végképp a Czudar családé lett. 1470-ben Belthek poss., 1475-ben már opp. Erdeuallya Beltek alakban fordul elő neve. 1470-ben Bélteki Mihály hűtlensége miatt annak  birtokait Mátyás király a Drágfiaknak adta, és az övék volt 1555-ig, a Drágfi család kihalásáig.
1556-tól Béltek a Drágfiak kihalása miatt királyi birtok lett. 1569-ben Miksa király Béltek lakosait a törökök környéken végzett pusztításai miatt elszenvedett veszteségeikért, hat évre felmentette mindenféle adófizetés alól. 1592-ben az Erdődy uradalomhoz tartozott, és ezzel a szatmári váré volt. 1633-ban lokácsi Prépostváry Zsigmond kapott rá királyi adományt a hozzátartozó tíz helységgel együtt. 1681-ben az országgyűlés a bélteki vár felépítését kívánta, és azt, hogy a rendek Béltek várát végvárnak tekintsék. Béltek vára azonban nem épült fel, de a Prépostváryaknak sáncokkal ellátott várkastélyuk volt itt.
A Rákóczi-szabadságharc után a bélteki uradalom is gróf Károlyi Sándoré, majd 1772-ben gróf Károlyi Antalé lett, aki királyi adományt kapott a bélteki uradalomra és a mezővárosra is. A Károlyiak az itt lakó reformátusokat kitelepítették a szomszédos Dobra helységbe, és helyükbe Württembergből hozott svábokat telepítettek. Később hozzájuk a közeli Résztelekről áttelepült frankok is csatlakoztak. Ők honosították meg a szőlőtermesztést a környéken.
1862-ben nagy tűzvész volt a településen, ekkor 1–2 ház kivételével az egész város és a templom is leégett.
A templomot gróf Károlyi Alajos építtette újjá.
1900-as évek elején legnagyobb birtokosa a gróf Károlyi család volt.

## Nevezetességek
- Templom – 1482-ben Drágffy Bertalan erdélyi vajda építtette az erdődivel egy időben, s ugyanolyan stílusban.

A templomban van eltemetve Prépostváry Bálint is, kinek sírfeliratát Szirmay Antal őrizte meg:
Ha a nemzet hada támadván, őt kérte, 
Ez jószerencsével fogott fegyvert érte.
Ha békesség vala, annak folyásával 
Az egész közösség élt szolgálatával.
Kálló, Kassa, Eger ennek bizonysága, 
Melyeket vezérlett éles okossága..."

## A település híres szülöttei
- Bálintfi Ottó (1948–2025) magyar filozófus, kritikus, egyetemi tanár
- Ardai L. Attila (1941–) kanonok
- Urbán János P. Erik (1981–) ferences szerzetes (OFM)

## Külső hivatkozások
- Krasznabéltek honlapja
- Krasznabéltek mezöváros címere
- Vonház István: A szatmármegyei német telepítés (Pécs, 1931)